# Liste des monuments historiques des Alpilles
Cet article recense les monuments historiques des Alpilles, dans les Bouches-du-Rhône, en France.

## Liste
| Monument                                                             | Commune                                       | Adresse | Coordonnées                      | Notice         | Protection            | Date                | Illustration                                            |
| -------------------------------------------------------------------- | --------------------------------------------- | --- | -------------------------------- | -------------- | --------------------- | ------------------- | ------------------------------------------------------- |
| Borne milliaire de la Calanque                                       | Aureille                                      | Chemin de la Calanque, près du Mas d'Archimbaud-en-Crau, à quelques centaines de mètres à l'Ouest de ce dernier. | 43° 39′ 39″ nord, 4° 57′ 41″ est | « PA00081433 » | Classé                | 1945 2006           | Image manquante Téléverser                              |
| Oratoire Saint-Véran d'Aureille                                      | Aureille                                      | Avenue de la Porte                                                                                               | à géolocaliser                   | « PA00081198 » | inscription           | 22 juillet 1935     | Image manquante Téléverser                              |
| Baumes de Roucas                                                     | Les Baux-de-Provence                          | rue du Trencat                                                                                                   | 43° 44′ 36″ nord, 4° 47′ 44″ est | « PA00081204 » | classement            | 23 juin 1908        | Baumes de Roucas                                        |
| Chapelle des Pénitents blancs des Baux-de-Provence                   | Les Baux-de-Provence                          | | 43° 44′ 37″ nord, 4° 47′ 39″ est | « PA00081206 » | inscription           | 11 décembre 1935    | Chapelle des Pénitents blancs des Baux-de-Provence      |
| Chapelle Saint-Blaise des Baux-de-Provence                           | Les Baux-de-Provence                          | | 43° 44′ 34″ nord, 4° 47′ 40″ est | « PA00081207 » | classement            | 9 juin 1904         | Chapelle Saint-Blaise des Baux-de-Provence              |
| Château des Baux                                                     | Les Baux-de-Provence                          | | 43° 44′ 40″ nord, 4° 47′ 49″ est | « PA00081208 » | classement            | 9 juin 1904         | Château des Baux                                        |
| Église Saint-Vincent des Baux-de-Provence                            | Les Baux-de-Provence                          | | 43° 44′ 37″ nord, 4° 47′ 39″ est | « PA00081209 » | classement            | 12 juillet 1886     | Église Saint-Vincent des Baux-de-Provence               |
| Four banal des Baux                                                  | Les Baux-de-Provence                          | rue des Fours | 43° 44′ 37″ nord, 4° 47′ 42″ est | « PA00081210 » | classement            | 17 juin 1908        | Image manquante Téléverser                              |
| Hôpital des Baux-de-Provence                                         | Les Baux-de-Provence                          | | 43° 44′ 35″ nord, 4° 47′ 44″ est | « PA00081211 » | classement            | 9 avril 1904        | Hôpital des Baux-de-Provence                            |
| Hôtel de Manville                                                    | Les Baux-de-Provence                          | rue Neuve | 43° 44′ 38″ nord, 4° 47′ 42″ est | « PA00081212 » | classement            | 25 juillet 1905     | Hôtel de Manville                                       |
| Hôtel de ville des Baux-de-Provence                                  | Les Baux-de-Provence                          | 2 Rue Neuve | 43° 44′ 38″ nord, 4° 47′ 43″ est | « PA00081214 » | classement            | 18 avril 1914       | Hôtel de ville des Baux-de-Provence                     |
| Hôtel des Porcelets                                                  | Les Baux-de-Provence                          | | 43° 44′ 37″ nord, 4° 47′ 40″ est | « PA00081213 » | classement            | 9 juin 1904         | Hôtel des Porcelets                                     |
| Maison de Bertrand Moucadeu                                          | Les Baux-de-Provence                          | | à géolocaliser                   | « PA00081215 » | classement            | 20 juillet 1905     | Image manquante Téléverser                              |
| Maison de Jean Laugier                                               | Les Baux-de-Provence                          | | à géolocaliser                   | « PA00081217 » | classement            | 15 juin 1908        | Image manquante Téléverser                              |
| Maison de Lère                                                       | Les Baux-de-Provence                          | | à géolocaliser                   | « PA00081218 » | classement            | 8 août 1905         | Image manquante Téléverser                              |
| Maison de la Tour de Braü, dite aussi Le Trencat                     | Les Baux-de-Provence                          | rue du Trencat                                                                                                   | 43° 44′ 34″ nord, 4° 47′ 41″ est | « PA00081223 » | classement            | 9 juin 1904         | Maison de la Tour de Braü, dite aussi Le Trencat        |
| Maison Les Remparts                                                  | Les Baux-de-Provence                          | | 43° 44′ 40″ nord, 4° 47′ 42″ est | « PA00081222 » | inscription           | 12 octobre 1976     | Image manquante Téléverser                              |
| Maison du Roi                                                        | Les Baux-de-Provence                          | 1 rue Porte-Mage                                                                                                 | 43° 44′ 42″ nord, 4° 47′ 44″ est | « PA00081219 » | classement            | 25 novembre 1905    | Maison du Roi                                           |
| Maison Jean de Brion                                                 | Les Baux-de-Provence                          | Grande-Rue | 43° 44′ 39″ nord, 4° 47′ 43″ est | « PA00081216 » | classement            | 20 juin 1908        | Maison Jean de Brion                                    |
| Maison Nicolas Martel                                                | Les Baux-de-Provence                          | | à géolocaliser                   | « PA00081220 » | inscription           | 23 avril 1930       | Image manquante Téléverser                              |
| Pavillon de la Reine Jeanne, dit aussi Pavillon Mistral              | Les Baux-de-Provence                          | Lieu Dit Le Vallon                                                                                               | à géolocaliser                   | « PA00081224 » | classement            | 25 novembre 1905    | Pavillon de la Reine Jeanne, dit aussi Pavillon Mistral |
| Porte d'Eyguières                                                    | Les Baux-de-Provence                          | | 43° 44′ 39″ nord, 4° 47′ 41″ est | « PA00081221 » | inscription           | 23 avril 1979       | Porte d'Eyguières                                       |
| Remparts des Baux-de-Provence                                        | Les Baux-de-Provence                          | | à géolocaliser                   | « PA00081225 » | classement            | 9 juin 1904         | Image manquante Téléverser                              |
| Chapelle Saint-Sixte d'Eygalières                                    | Eygalières                                    | Chemin de Saint-Sixte                                                                                            | 43° 45′ 43″ nord, 4° 58′ 01″ est | « PA00081243 » | inscription           | 15 juillet 1971     | Chapelle Saint-Sixte d'Eygalières                       |
| Croix de cimetière                                                   | Eygalières                                    | | 43° 45′ 44″ nord, 4° 56′ 39″ est | « PA00081244 » | classement            | 23 mars 1942        | Image manquante Téléverser                              |
| Église Saint-Laurent d'Eygalières                                    | Eygalières                                    | | 43° 45′ 44″ nord, 4° 56′ 56″ est | « PA00081245 » | classement            | 20 janvier 1983     | Église Saint-Laurent d'Eygalières                       |
| Manoir Renaissance dit Mas de la Brune                               | Eygalières                                    | | 43° 46′ 20″ nord, 4° 56′ 41″ est | « PA00081246 » | classement            | 9 août 1924         | Manoir Renaissance dit Mas de la Brune                  |
| Mas de Jaïsse                                                        | Eygalières                                    | | 43° 46′ 06″ nord, 4° 56′ 22″ est | « PA00081247 » | classement            | 21 mars 1983        | Image manquante Téléverser                              |
| Moulin à huile d'Eygalières                                          | Eygalières                                    | | à géolocaliser                   | « PA00081248 » | inscription           | 4 juillet 1942      | Image manquante Téléverser                              |
| Chapelle Saint-Vérédème d'Eyguières                                  | Eyguières                                     | | 43° 41′ 24″ nord, 5° 01′ 20″ est | « PA00081249 » | classement            | 16 octobre 1906     | Image manquante Téléverser                              |
| Château de Roquemartine (vestiges du)                                | Eyguières                                     | | 43° 42′ 55″ nord, 5° 01′ 58″ est | « PA00081250 » | inscription           | 28 septembre 1926   | Château de Roquemartine (vestiges du)                   |
| Église de Roquemartine (ancienne)                                    | Eyguières                                     | | 43° 42′ 55″ nord, 5° 01′ 58″ est | « PA00081252 » | inscription           | 28 septembre 1926   | Église de Roquemartine (ancienne)                       |
| Église Notre-Dame-de-Grâce                                           | Eyguières                                     | | 43° 41′ 45″ nord, 5° 01′ 49″ est | « PA00081251 » | inscription           | 28 décembre 1984    | Église Notre-Dame-de-Grâce                              |
| Fontaine publique                                                    | Eyguières                                     | | 43° 41′ 40″ nord, 5° 01′ 47″ est | « PA00081253 » | classement            | 16 juin 1923        | Image manquante Téléverser                              |
| Maison                                                               | Eyguières                                     | 16 place Thiers                                                                                                  | 43° 41′ 41″ nord, 5° 01′ 50″ est | « PA00081254 » | inscription           | 18 mars 1930        | Image manquante Téléverser                              |
| Autel de la patrie                                                   | Fontvieille                                   | | 43° 43′ 36″ nord, 4° 44′ 38″ est | « PA00081258 » | inscription           | 5 février 1937      | Autel de la patrie                                      |
| Autel gallo-romain de la Coquille                                    | Fontvieille                                   | | 43° 43′ 36″ nord, 4° 44′ 38″ est | « PA00081257 » | classement            | 13 janvier 1948     | Autel gallo-romain de la Coquille                       |
| Bas-relief                                                           | Fontvieille                                   | dans la propriété de M. Degioanni, quartier des Taillades                                                        | à géolocaliser                   | « PA00081259 » | classement            | 8 juin 1931         | Image manquante Téléverser                              |
| Chapelle du Castelet                                                 | Fontvieille                                   | Montmajour | 43° 42′ 33″ nord, 4° 40′ 34″ est | « PA00081260 » | inscription           | 26 mars 1926        | Image manquante Téléverser                              |
| Chapelle Saint-Victor de Fontvieille                                 | Fontvieille                                   | | à géolocaliser                   | « PA00081261 » | inscription           | 2 novembre 1926     | Image manquante Téléverser                              |
| Château d'Estoublon                                                  | Fontvieille                                   | | 43° 44′ 09″ nord, 4° 44′ 32″ est | « PA00081262 » | inscription           | 15 juin 1966        | Château d'Estoublon                                     |
| Dolmen de la Mérindole                                               | Fontvieille                                   | | 43° 41′ 51″ nord, 4° 44′ 32″ est | « PA13000007 » | inscription           | 5 septembre 1996    | Image manquante Téléverser                              |
| Dolmen de Saint-Contignarde                                          | Fontvieille                                   | | 43° 42′ 24″ nord, 4° 40′ 40″ est | « PA00081263 » | classement            | 20 novembre 1894    | Image manquante Téléverser                              |
| Dolmen du Mas d'Agard                                                | Fontvieille                                   | | 43° 42′ 14″ nord, 4° 42′ 49″ est | « PA00135620 » | inscription           | 20 novembre 1995    | Image manquante Téléverser                              |
| Grotte-dolmen de Bonnias                                             | Fontvieille                                   | | 43° 42′ 33″ nord, 4° 41′ 04″ est | « PA00081264 » | classement            | 1989                | Image manquante Téléverser                              |
| Grotte-dolmen des Fées de Cordes                                     | Fontvieille                                   | | à géolocaliser                   | « PA00081266 » | classement            | 20 novembre 1894    | Image manquante Téléverser                              |
| Grotte-dolmen du Castelet ou du Forgerin                             | Fontvieille                                   | | à géolocaliser                   | « PA00081265 » | classement            | 1990                | Grotte-dolmen du Castelet ou du Forgerin                |
| Moulins de Rome et d'Alphonse Daudet                                 | Fontvieille                                   | | 43° 43′ 23″ nord, 4° 42′ 41″ est | « PA00081268 » | classement            | 6 mars 1931         | Moulins de Rome et d'Alphonse Daudet                    |
| Oratoire Notre-Dame de Fontvieille                                   | Fontvieille                                   | | à géolocaliser                   | « PA00081269 » | inscription           | 22 juillet 1935     | Image manquante Téléverser                              |
| Oratoire Saint-Roch-et-Saint-Victor de Fontvieille                   | Fontvieille                                   | | 43° 43′ 13″ nord, 4° 41′ 51″ est | « PA00081270 » | inscription           | 8 octobre 1935      | Oratoire Saint-Roch-et-Saint-Victor de Fontvieille      |
| Pigeonnier                                                           | Fontvieille                                   | | à géolocaliser                   | « PA00081271 » | inscription           | 24 août 1927        | Image manquante Téléverser                              |
| Rocher sculpté la Coquille                                           | Fontvieille                                   | Château des Taillades                                                                                            | 43° 42′ 24″ nord, 4° 40′ 40″ est | « PA00081272 » | classement            | 6 février 1923      | Image manquante Téléverser                              |
| Tour des Abbés                                                       | Fontvieille                                   | Rue de la Tour-des-Abbés                                                                                         | 43° 43′ 32″ nord, 4° 42′ 11″ est | « PA00081273 » | Inscrit               | 1927                | Tour des Abbés                                          |
| Vestiges romains de Caparon                                          | Fontvieille                                   | | 43° 42′ 10″ nord, 4° 43′ 16″ est | « PA00081274 » | classement            | 20 octobre 1937     | Vestiges romains de Caparon                             |
| Antique voie aurélienne et Colonne milliaire du Paradou              | Maussane-les-Alpilles (également au Paradou)  | Borne conservée au Musée de l'Arles antique                                                                      | 43° 40′ 21″ nord, 4° 36′ 59″ est | « PA00081383 » | classement            | 15 mars 1909        | Image manquante Téléverser                              |
| Église Sainte-Croix de Maussane-les-Alpilles                         | Maussane-les-Alpilles                         | | 43° 43′ 17″ nord, 4° 48′ 20″ est | « PA13000017 » | inscription           | 14 octobre 1997     | Église Sainte-Croix de Maussane-les-Alpilles            |
| Oratoire Saint-Marc de Maussane-les-Alpilles                         | Maussane-les-Alpilles                         | route de Saint-Rémy                                                                                              | à géolocaliser                   | « PA00081382 » | inscription           | 12 octobre 1938     | Image manquante Téléverser                              |
| Mas de Brau                                                          | Mouriès                                       | | à géolocaliser                   | « PA00081386 » | classement            | 2 juin 1938         | Image manquante Téléverser                              |
| Oppidum des Caisses de Jean-Jean                                     | Mouriès                                       | RD 24 | 43° 42′ 41″ nord, 4° 52′ 45″ est | « PA00081387 » | inscription           | 2 février 1937      | Oppidum des Caisses de Jean-Jean                        |
| Chapelle Saint-Véran d'Orgon                                         | Orgon                                         | | 43° 47′ 58″ nord, 5° 01′ 26″ est | « PA00081390 » | classement            | 10 mars 1921        | Chapelle Saint-Véran d'Orgon                            |
| Église d'Orgon                                                       | Orgon                                         | | 43° 47′ 25″ nord, 5° 02′ 24″ est | « PA00081391 » | inscription           | 2 novembre 1926     | Église d'Orgon                                          |
| Maison                                                               | Orgon                                         | | à géolocaliser                   | « PA00081392 » | inscription           | 28 décembre 1926    | Image manquante Téléverser                              |
| Oratoire d'Orgon                                                     | Orgon                                         | chemin de Notre-Dame-de-Beauregard                                                                               | 43° 47′ 12″ nord, 5° 02′ 33″ est | « PA00081393 » | inscription           | 22 juillet 1935     | Image manquante Téléverser                              |
| Oratoire Sainte-Madeleine d'Orgon                                    | Orgon                                         | | 43° 47′ 23″ nord, 5° 02′ 26″ est | « PA00081394 » | inscription           | 22 juillet 1935     | Image manquante Téléverser                              |
| Porte de ville Sainte-Anne                                           | Orgon                                         | | 43° 47′ 28″ nord, 5° 02′ 12″ est | « PA00081395 » | inscription           | 28 décembre 1926    | Porte de ville Sainte-Anne                              |
| Remparts d'Orgon                                                     | Orgon                                         | | à géolocaliser                   | « PA00081396 » | inscription           | 28 décembre 1926    | Image manquante Téléverser                              |
| Croix du cimetière et les cyprès qui l'encadrent                     | Paradou                                       | | 43° 43′ 21″ nord, 4° 47′ 09″ est | « PA00081397 » | classement            | 16 août 1935        | Croix du cimetière et les cyprès qui l'encadrent        |
| Voie Aurélienne                                                      | Paradou (également sur Maussane-les-Alpilles) | | à géolocaliser                   | « PA00081398 » | classement            | 15 mars 1909        | Image manquante Téléverser                              |
| Chapelle Notre-Dame du Château                                       | Saint-Étienne-du-Grès                         | Avenue Notre-Dame-du-Château                                                                                     | 43° 46′ 41″ nord, 4° 44′ 36″ est | « PA00081430 » | Inscrit               | 1926                | Chapelle Notre-Dame du Château                          |
| Grand Mas                                                            | Saint-Étienne-du-Grès                         | | 43° 49′ 03″ nord, 4° 43′ 45″ est | « PA00081431 » | Inscrit               | 1980                | Image manquante Téléverser                              |
| Oratoire de Saint-Étienne-du-Grès                                    | Saint-Étienne-du-Grès                         | | à géolocaliser                   | « PA00081432 » | Classé                | 1922                | Oratoire de Saint-Étienne-du-Grès                       |
| Arc de triomphe de Glanum                                            | Saint-Rémy-de-Provence                        | | à géolocaliser                   | « PA00081438 » | Classé                | 1840                | Arc de triomphe de Glanum                               |
| Baptistère                                                           | Saint-Rémy-de-Provence                        | | à géolocaliser                   | « PA00081453 » | Classé                | 1927 1945           | Image manquante Téléverser                              |
| Chapelle Notre-Dame-de-Pitié                                         | Saint-Rémy-de-Provence                        | 17 avenue Durand-Maillane                                                                                        | 43° 47′ 07″ nord, 4° 49′ 54″ est | « PA00081439 » | Inscrit               | 1965                | Chapelle Notre-Dame-de-Pitié                            |
| Chapelle Notre-Dame-de-Romanin                                       | Saint-Rémy-de-Provence                        | | à géolocaliser                   | « PA00081440 » | Inscrit               | 1989                | Image manquante Téléverser                              |
| Chapelle Sainte-Marie                                                | Saint-Rémy-de-Provence                        | | à géolocaliser                   | « PA00081441 » | Inscrit               | 1924                | Image manquante Téléverser                              |
| Château de Lagoy                                                     | Saint-Rémy-de-Provence                        | | à géolocaliser                   | « PA00081442 » | Classé Inscrit Classé | 1946 2006 2010      | Image manquante Téléverser                              |
| Château de Roussan                                                   | Saint-Rémy-de-Provence                        | | à géolocaliser                   | « PA00125716 » | Inscrit               | 1993                | Château de Roussan                                      |
| Cimetière juif                                                       | Saint-Rémy-de-Provence                        | 5-7 Avenue Antoine de la Salle                                                                                   | 43° 46′ 46″ nord, 4° 49′ 44″ est | « PA13000052 » | Inscrit               | 2007                | Cimetière juif                                          |
| Collégiale Saint-Martin                                              | Saint-Rémy-de-Provence                        | | 43° 47′ 19″ nord, 4° 49′ 50″ est | « PA00081443 » | Classé                | 1984                | Collégiale Saint-Martin                                 |
| Glanum                                                               | Saint-Rémy-de-Provence                        | | 43° 46′ 26″ nord, 4° 49′ 58″ est | « PA00081444 » | Classé Inscrit        | 1925 1935 1938 1989 | Glanum                                                  |
| Hôtel de Lagoy (Saint-Rémy-de-Provence)                              | Saint-Rémy-de-Provence                        | Place Flavier | à géolocaliser                   | « PA00081445 » | Classé                | 1923                | Hôtel de Lagoy (Saint-Rémy-de-Provence)                 |
| Hôtel de Sade                                                        | Saint-Rémy-de-Provence                        | Rue Kléber | à géolocaliser                   | « PA00081446 » | Classé                | 1926                | Image manquante Téléverser                              |
| Hôtel Mistral de Mondragon                                           | Saint-Rémy-de-Provence                        | Place Flavier | 43° 47′ 21″ nord, 4° 49′ 51″ est | « PA00081447 » | Classé                | 1862                | Hôtel Mistral de Mondragon                              |
| Mausolée de Glanum                                                   | Saint-Rémy-de-Provence                        | | 43° 46′ 35″ nord, 4° 49′ 52″ est | « PA00081449 » | Classé                | 1840                | Mausolée de Glanum                                      |
| Monastère Saint-Paul-de-Mausole                                      | Saint-Rémy-de-Provence                        | | 43° 46′ 36″ nord, 4° 50′ 07″ est | « PA00081452 » | Classé                | 1883                | Monastère Saint-Paul-de-Mausole                         |
| Monument aux morts                                                   | Saint-Rémy-de-Provence                        | Place de la République                                                                                           | à géolocaliser                   | « PA13000061 » | Inscrit               | 2010                | Monument aux morts                                      |
| Mur romain de Marius                                                 | Saint-Rémy-de-Provence                        | | à géolocaliser                   | « PA00081450 » | Classé                | 1921                | Image manquante Téléverser                              |
| Plateau des Antiques                                                 | Saint-Rémy-de-Provence                        | | à géolocaliser                   | « PA00081451 » | Classé                | 1960                | Image manquante Téléverser                              |
| Tour des Cardinaux                                                   | Saint-Rémy-de-Provence                        | | 43° 46′ 58″ nord, 4° 47′ 43″ est | « PA00081448 » | Classé                | 1921                | Tour des Cardinaux                                      |
| Église Saint-Amand                                                   | Sénas                                         | | à géolocaliser                   | « PA13000018 » | Inscrit               | 1997                | Église Saint-Amand                                      |
| Abbaye Saint-Honorat                                                 | Tarascon                                      | boulevard du Château                                                                                             | à géolocaliser                   | « PA00081467 » | Inscrit               | 1961                | Image manquante Téléverser                              |
| Abbaye Saint-Michel de Frigolet                                      | Tarascon                                      | montée de Frigolet (CD81)                                                                                        | 43° 51′ 31″ nord, 4° 43′ 40″ est | « PA00081284 » | Classé                | 1921                | Abbaye Saint-Michel de Frigolet                         |
| Casernes Kilmaine                                                    | Tarascon                                      | boulevard Jules-Ferry                                                                                            | 43° 48′ 08″ nord, 4° 39′ 44″ est | « PA13000043 » | Classé                | 2006                | Casernes Kilmaine                                       |
| Chapelle de Lansac                                                   | Tarascon                                      | lieu-dit Lansac                                                                                                  | 43° 45′ 59″ nord, 4° 40′ 10″ est | « PA00081468 » | Inscrit               | 1971                | Image manquante Téléverser                              |
| Chapelle Saint-Gabriel et tour                                       | Tarascon                                      | lieu-dit Saint-Gabriel                                                                                           | 43° 46′ 00″ nord, 4° 41′ 42″ est | « PA00081470 » | Classé                | 1840                | Chapelle Saint-Gabriel et tour                          |
| Chapelle Saint-Victor de Tarascon                                    | Tarascon                                      | route de Boulbon au lieu-dit Mas des Mourgues                                                                    | 43° 50′ 30″ nord, 4° 40′ 47″ est | « PA00081471 » | Classé                | 1973                | Chapelle Saint-Victor de Tarascon                       |
| Chapelle-Oratoire de Tarascon                                        | Tarascon                                      | route de Mézoargues lieu-dit Mas de l'Ilon                                                                       | 43° 50′ 26″ nord, 4° 39′ 50″ est | « PA00081469 » | Inscrit               | 1975                | Image manquante Téléverser                              |
| Château Goblet                                                       | Tarascon                                      | | à géolocaliser                   | « PA00081472 » | Inscrit               | 1941                | Image manquante Téléverser                              |
| Château du Roi René                                                  | Tarascon                                      | boulevard du Château                                                                                             | 43° 48′ 24″ nord, 4° 39′ 18″ est | « PA00081473 » | Classé                | 1840                | Château du Roi René                                     |
| Église Sainte-Marthe                                                 | Tarascon                                      | boulevard du Roi-René                                                                                            | 43° 48′ 20″ nord, 4° 39′ 20″ est | « PA00081475 » | Classé                | 1840                | Église Sainte-Marthe                                    |
| Église Saint-Jacques                                                 | Tarascon                                      | place Saint-Jacques                                                                                              | 43° 48′ 18″ nord, 4° 39′ 38″ est | « PA00081474 » | Classé                | 1994                | Église Saint-Jacques                                    |
| Hôpital Saint-Nicolas                                                | Tarascon                                      | rue du Jeu-de-Paume                                                                                              | 43° 48′ 13″ nord, 4° 39′ 42″ est | « PA00081476 » | Classé                | 1984                | Image manquante Téléverser                              |
| Hôtel de Mauléon dit aussi hôtel Charles de Raoulx                   | Tarascon                                      | 18 rue Jean-Jaurès 13bis rue Arc-Mauléon rue de la Raison                                                        | 43° 48′ 28″ nord, 4° 39′ 44″ est | « PA00135627 » | Inscrit               | 1995                | Image manquante Téléverser                              |
| Hôtel de Raoulx dit aussi hôtel de Liman, de Seillons ou de Barberin | Tarascon                                      | 55 rue Monge rue Lucipia boulevard Itam                                                                          | 43° 48′ 25″ nord, 4° 39′ 40″ est | « PA00081505 » | Inscrit               | 1989                | Image manquante Téléverser                              |
| Hôtel de Raoulx-Laudun                                               | Tarascon                                      | 1 rue Jean-Jaurès 56 boulevard Itam                                                                              | 43° 48′ 26″ nord, 4° 39′ 39″ est | « PA13000031 » | Inscrit               | 1999                | Image manquante Téléverser                              |
| Hôtel de Sambucy ou Laudun ou Hôtel de Rouet Maison Renaissance      | Tarascon                                      | 3 rue du Rouet                                                                                                   | 43° 48′ 19″ nord, 4° 39′ 20″ est | « PA00081480 » | Inscrit               | 1943                | Image manquante Téléverser                              |
| Hôtel de ville de Tarascon                                           | Tarascon                                      | place du Marché                                                                                                  | 43° 48′ 22″ nord, 4° 39′ 27″ est | « PA00081477 » | Classé                | 1976                | Hôtel de ville de Tarascon                              |
| Maison du 17s                                                        | Tarascon                                      | place Sainte-Marthe 6 rue du Collège                                                                             | 43° 48′ 19″ nord, 4° 39′ 24″ est | « PA00081479 » | Inscrit               | 1942                | Image manquante Téléverser                              |
| Palais de justice                                                    | Tarascon                                      | | 43° 48′ 17″ nord, 4° 39′ 29″ est | « PA00081481 » | Inscrit               | 1926                | Palais de justice                                       |
| Pont ancien                                                          | Tarascon                                      | Près du croisement des C.C. 42 et 36 (note : ce pont été détruit à la fin de la Seconde Guerre Mondiale)         | à géolocaliser                   | « PA00081483 » | Inscrit               | 1939                | Pont ancien                                             |
| Porte de la Condamine                                                | Tarascon                                      | | à géolocaliser                   | « PA00081484 » | Classé                | 1961                | Porte de la Condamine                                   |
| Porte Saint-Jean                                                     | Tarascon                                      | | à géolocaliser                   | « PA00081485 » | Inscrit               | 1930                | Porte Saint-Jean                                        |
| Théâtre municipal de Tarascon                                        | Tarascon                                      | rue Eugène-Pelletan                                                                                              | 43° 48′ 15″ nord, 4° 39′ 35″ est | « PA00081486 » | Inscrit               | 1980                | Théâtre municipal de Tarascon                           |
| Vestiges archéologiques                                              | Tarascon                                      | lieu-dit Saint-Gabriel                                                                                           | à géolocaliser                   | « PA00081482 » | Inscrit               | 1955                | Image manquante Téléverser                              |
| Villa de Tartarin                                                    | Tarascon                                      | 2 faubourg Voltaire chemin du Petit-Saint-Georges                                                                | 43° 48′ 32″ nord, 4° 39′ 49″ est | « PA00081478 » | Inscrit               | 1987                | Image manquante Téléverser                              |